# Jordi Millera
Jordi Millera Mas, es un exjugador de baloncesto español, que ocupaba la posición de base. Nació el 10 de marzo de 1971 en Barcelona. 

## Trayectoria deportiva
- Col-legi Sant Joan Bosco-Horta. Categorías inferiores.
- Granollers E.B. Categorías inferiores.
- 1989-1993 ACB. Grupo IFA Granollers.
- 1993-1994 Primera División. C.B. Salamanca.
- 1994-1996 EBA. Vino de Toro Zamora. Deja el equipo en la jornada 5.
- 1995-1999 ACB. Taugrés Vitoria. Entra una vez empezada la temporada.
- 1999-2000 ACB. Bàsquet Manresa
- 2000-2002 ACB. Valencia Basket
- 2002-2003 ACB. Lucentum Alicante

## Palmarés
- 1995-1996 Copa de Europa (antigua Recopa). Tau Cerámica. Campeón.
- 1997 Juegos del Mediterráneo. Selección de España Promesas. Bari. Medalla de Oro.
- 1998-99 Copa del Rey. Tau Cerámica. Campeón.